# Erfreut euch, ihr Herzen
Erfreut euch, ihr Herzen (in tedesco: "Gioite, cuori") BWV 66 è una cantata di Johann Sebastian Bach.

## Storia
La cantata Erfreut euch, ihr Herzen venne composta da Bach a Lipsia nel 1724 e fu eseguita per la prima volta il 10 aprile dello stesso anno in occasione del secondo giorno di pasqua. Il giorno prima, domenica di pasqua, venne replicata la Christ lag in Todesbanden BWV 4, eseguita per la prima volta il 24 maggio 1707. La BWV 66 deriva dalla cantata profana Der Himmel dacht auf Anhalts Ruhm und Glück BWV 66a, composta a Köthen nel 1718. Il giorno successivo, 11 aprile, Bach eseguì la Ein Herz, das seinen Jesum lebend weiß BWV 134, arrangiamento della Die Zeit, die Tag und Jahre macht BWV 134a, composta per festeggiare il capodanno 1719 a Köthen.
Il tema musicale deriva dall'inno Christ ist erstanden, derivante dal Victimae paschali laudes del compositore Wipo di Burgundia, pubblicato intorno al 1040.

## Struttura
La cantata è scritta per contralto solista, tenore solista, basso solista, coro, tromba, oboe I e II, violino I e II, viola, fagotto e basso continuo ed è suddivisa in sei movimenti:
1. Coro: Erfreut euch, ihr Herzen, per tutti.
2. Recitativo: Es bricht das Grab und damit unsre Not, per basso, archi e continuo.
3. Aria: Lasset dem Höchsten ein Danklied erschallen, per basso, oboi, archi e continuo.
4. Recitativo e arioso: Bei Jesu Leben freudig sein, per tenore, contralto e continuo.
5. Duetto: Ich furchte nicht, per contralto, tenore, violino solo e continuo.
6. Corale: Alleluja! Alleluja! Alleluja!, per tutti.